# Ralph Harris
Pour les articles homonymes, voir Harris.

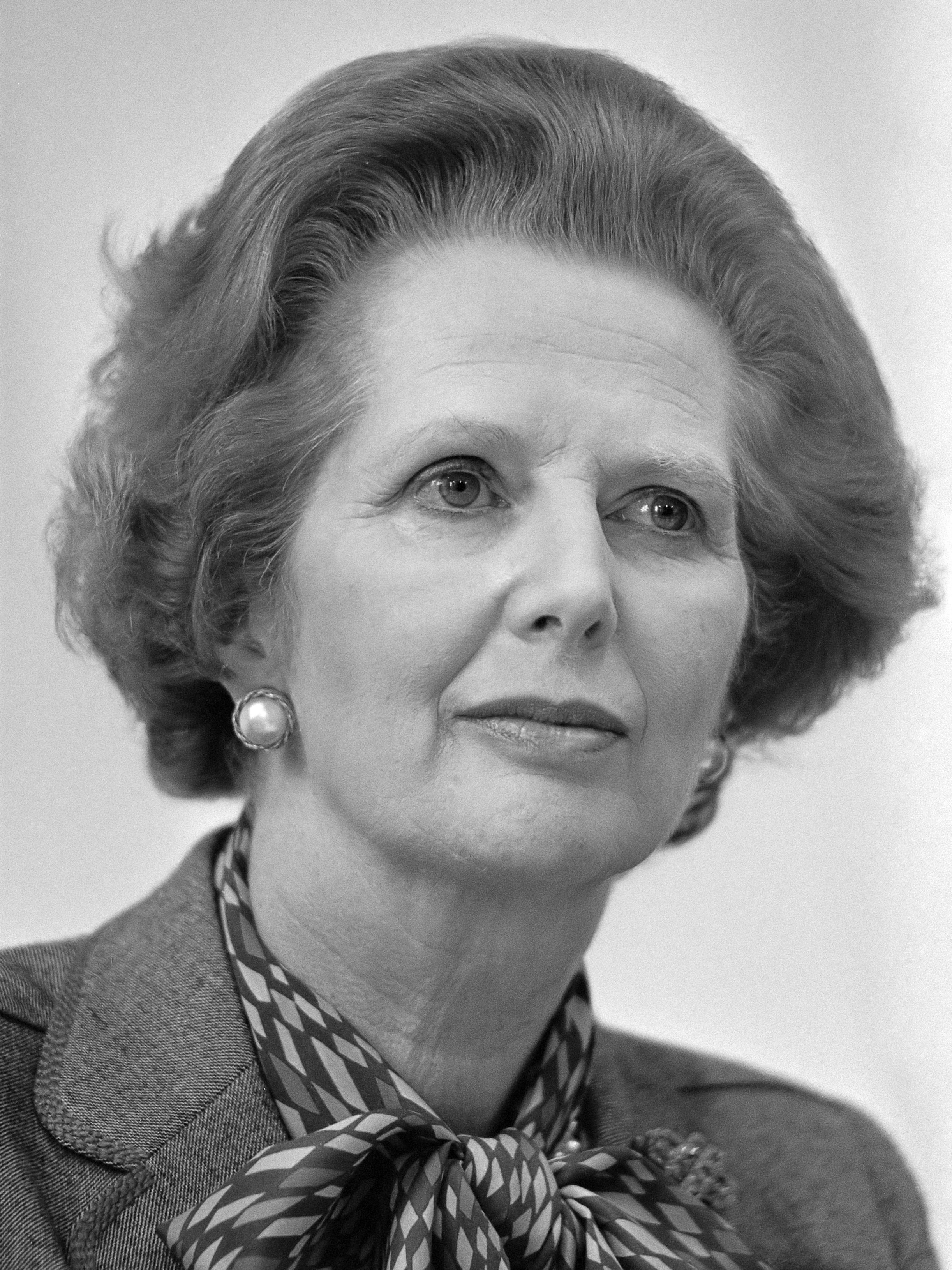
Margaret Thatcher (1983) dont la politique économique se fonde sur les travaux de Ralph Harris

Ralph Harris, baron Harris of High Cross (Londres, 10 décembre 1924 - Londres, 19 octobre 2006) est un économiste britannique. Il dirigea l'Institute of Economic Affairs de 1957 à 1987. Cet institut défend une économie libérale. Cette orientation extrêmement impopulaire lors de la fondation de l'IEA arriva cependant au pouvoir 20 ans plus tard avec Margaret Thatcher. Pour cela, Ralph Harris est considéré comme l'un des architectes du thatchérisme.

## Biographie
Né dans le nord de Londres, Harris était le fils d'un inspecteur de tramways. Il est scolarisé à l'école de Tottenham puis étudie l'économie au Queens' College à Cambridge, et termine avec un degree first-class. Il se marie en 1949.
Après avoir travaillé au Conservative Central Office, Harris donne des leçons en économie politique à l'université de Saint Andrews de 1949 à 1965. Il échoue comme candidat du Parti Conservateur aux élections générales dans la circonscription de Kirkcaldy en 1951 puis à celle de Edinburgh Central en 1955. Il devient une des principales plume du Glasgow Herald en 1956.
Harris devient directeur général du Institute of Economic Affairs en 1957. Il reste en poste jusqu'en 1987, date à laquelle il s'efface en devenant président, remplacé à la direction par Graham Mather (en). Harris restera président fondateur de l'IEA de 1990 à sa mort. Cet institut avait été mis en place par Antony Fisher et Oliver Smedley (en) en 1955 sur une idée de Friedrich Hayek. Ce dernier avait suggéré qu'un contrepoids intellectuel était nécessaire pour combattre le consensus keynésien dominant, le « Butskellism » de R. A. Butler et Hugh Gaitskell. Harris, associé à Arthur Seldon, construit l'IEA comme un bastion d'économie libérale de libre marché. Sous sa direction, l'IEA développe des liens avec des économistes tels que Hayek, Gottfried Haberler, Harry Johnson (en), Milton Friedman, George Stigler et James Buchanan, et publie de nombreux pamphlets et papiers sur des sujets de finances publiques: impôts, retraites, éducation, santé, transports et taux de change.
En 1979, durant les premiers mois au pouvoir de Margaret Thatcher, il est fait pair à vie de Tottenham dans le comté du Grand Londres avec le titre de Baron Harris of High Cross. Cela a été une des premières nominations de Margaret Thatcher. À la chambre des Lords, il siégeait sur les cross-benches pour afficher son indépendance des partis politiques.
Il respectait profondément la Théorie des sentiments moraux et Recherche sur la nature et les causes de la richesse des nations d'Adam Smith ; ainsi, il refusa d'avoir un blason après l'acquisition de sa pairie, expliquant que la main invisible ne peut être ostensiblement glorifiée.
Il fut membre du conseil de l'Université de Buckingham de 1980 jusqu'à 1995. Celui-ci avait été fondé en 1976 à la suite d'un appel de Harris et Seldon en 1968 pour une université indépendante; Harris était secrétaire de la Société du Mont Pèlerin depuis 1967, et son président de 1982 à 1984. Il n'aimait pas être décrit comme un « thatchériste » mais fut un fondateur du groupe No Turning Back (en) en 1985. Il devint un eurosceptique et fut président du Groupe de Bruges (en) de 1989 à 1991. Il fut un directeur de la compagnie Times Newspapers de Rupert Murdoch de 1988 à 2001, bien qu'il lise et écrive dans The Daily Telegraph. Il aida à réunir les fonds nécessaires pour que Mostyn Neil Hamilton puisse poursuivre Mohamed Al Fayed en diffamation en 1999. Il a présidé CIVITAS à partir de 2000.
Fumeur de pipe, il était un président des militants pour les droits des fumeurs, FOREST, et son président en 2003. Il n'était pas convaincu que le tabagisme passif était dangereux, publiant et militant contre l'interdiction de fumer dans les trains reliant Brighton à la gare Victoria en 1995, Cependant il admettait qu'il voyageait rarement en train lui-même. Il est mort d'un arrêt cardiaque à Londres.

## Apparitions médiatiques
Il fut interrogé au sujet de son travail à l'IEA et de la montée de thatchérisme dans le documentaire de la BBC de 2006 Tory! Tory! Tory! (en) (dans l'épisode « Outsiders »).

## Œuvres
- (en) Ralph Harris, Politics without prejudice : a Political Appreciation of the Rt. Hon. Richard Austen Butler, Londres, Staples, 1956
- (en) Ralph Harris, Arthur Seldon et Margot Naylor, Hire purchase in a free society, Londres, Institute of Economic Affairs, 1958 (réimpr. 1959 ; 1961) (OCLC 2921517, présentation en ligne)
- (en) Ralph Harris et Arthur Seldon, Choice in welfare 1965 : second report on an enquiry conducted by MasObservation into the extent of knowledge and preference in state and private provision for education, health services and pensions, Londres, Institute of Economic Affairs, 1965 (OCLC 5177259, présentation en ligne)
- The Urgency of an Independent University (1968 ; 1969 ; avec Arthur Seldon)
- (en) Ralph Harris et Arthur Seldon, Choice in welfare 1970 : report on knowledge and preference in education, health services and pensions., Londres, Institute of Economic Affairs, 1971 (ISBN 0-255-36009-6 et 978-0255360098, lire en ligne)
- Down with the Poor (1971)
- (en) Ralph Harris et Arthur Seldon, Not from benevolence : 20 years of economic dissent, Londres, Institute of Economic Affairs, 1977 (ISBN 0-255-36090-8)
- (en) Ralph Harris, Over-ruled on welfare : the increasing desire for choice in education and medicine and its frustration by representative government : a 15-year investigation into private preferences and public policy between state and private services, Londres, Institute of Economic Affairs, 1979 (ISBN 0-255-36122-X)
- No, Prime Minister! (1994)
- (en) Ralph Harris et Judith Hatton, Murder a cigarette, Londres, Duckworth, 1998, 152 p. (ISBN 0-7156-2891-7)